# Stenus biguttatus
Stenus biguttatus är en skalbaggsart som beskrevs av Linnaeus. Stenus biguttatus ingår i släktet Stenus och familjen kortvingar. Arten är reproducerande i Sverige. Inga underarter finns listade i Catalogue of Life.